# Юрьева божница

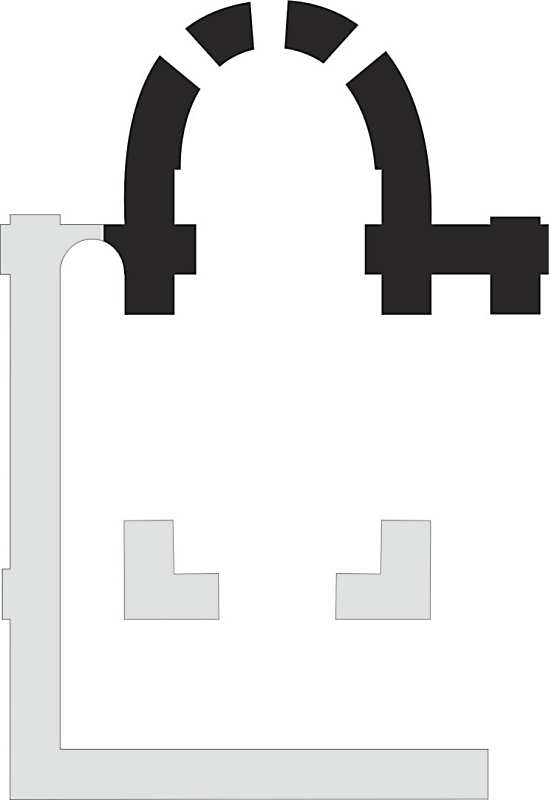
План церкви по М. Константиновичу. Конец XIX века

Церковь Святого Михаила (Юрьева божница) — апсида несохранившейся церкви в историческом детинце города Остра Черниговской области. Датируемый 1098 годом памятник древнерусской архитектуры является единственным дошедшим до наших дней архитектурным памятником Переяславского княжества.

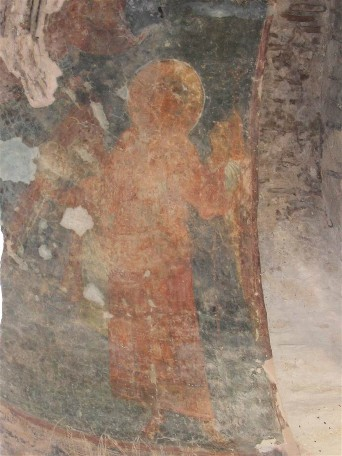
Фрагмент фрески в Юрьевой божнице

## История
Впервые упоминается в летописи под 1098 в основанном (перестроенном) великим князем киевским Владимиром Мономахом «Городце на Въстри» (позднее город перешёл его сыну — князю Юрию Долгорукому — основателю Москвы).
«Въ лєто 6606 (1098) заложи Володимєр градъ на Въстри Црквь жє при нєм стаго Михаила каменну, а вєрхъ ся дрєвомъ нарублєнъ» (Ипатьевская летопись).
Названа именем князя Юрия Долгорукого. Упоминается в летописи под 1151 годом. В 1240 пострадала от набегов татар, а в 1753 — от молнии и была закрыта в конце XVIII — начале XIX века. Большая часть строения была разобрана из-за аварийного состояния. Строение отреставрировано в 1907 году по проекту архитектора П. П. Покрышкина. С 1924 по 1950 годы проводились работы по консервации.

## Архитектура
Небольшая церковь с выделенным нартексом, над которым на сводах располагались хоры, с окнами в два ряда — выше и ниже хор. Нефы в комплексе с нартексом имеют в плане характер обхода. На сохранившейся части восточной стены есть следы арок шедших к г-образным столбам и поддерживавших завершение храма, которое, согласно Ипатьевской летописи, было деревянным.
Сложена из плинфы с вкраплением местного красного песчаника («opus mixtum» на известково-цементном растворе). Плинфа тёмно-красного и жёлтого цветов, кое-где на плинфе видны клейма мастеров, совпадающие с клеймами древнерусских памятников Чернигова. Конха покрыта металлической крышей. В апсиде — полукруглые окна.

## Фрески
Значительный интерес представляет настенная живопись апсиды, которая принадлежит киевской школе XII века. Фрески располагаются в три яруса, несколько отходя своей свободной трактовкой композиции от традиции. Живопись выполнена между 1098—1125 годами в технике альфреско. Колорит выдержан в тёплой гамме с преобладанием красного и охристого цветов. Перед исполнением контуры изображений намечались красным цветом. Реставрация фресок проводилась в 1977—1980 годах (художник В. И. Бабюк). В это же время выполнена консервация и укрепление кладки и штукатурки.